# Communauté de communes de Pange
Die Communauté de communes de Pange (auch du Pays de Pange genannt) ist ein ehemaliger französischer Gemeindeverband mit der Rechtsform einer Communauté de communes im Département Moselle in der Region Grand Est. Sie wurde am 10. November 2005 gegründet und umfasste 17 Gemeinden. Der Verwaltungssitz befand sich im Ort Pange.

## Historische Entwicklung
Mit Wirkung vom 1. Januar 2017 fusionierte der Gemeindeverband mit der Communauté de communes du Haut Chemin und bildete so die Nachfolgeorganisation Communauté de communes Haut Chemin-Pays de Pange. Gleichzeitig bildeten die ehemaligen Mitgliedsgemeinden Ogy und Montoy-Flanville eine Commune nouvelle unter dem Namen Ogy-Montoy-Flanville.

## Ehemalige Mitgliedsgemeinden
1. Bazoncourt
2. Coincy
3. Colligny-Maizery (Commune nouvelle)
4. Courcelles-Chaussy
5. Courcelles-sur-Nied
6. Maizeroy
7. Marsilly
8. Montoy-Flanville
9. Ogy
10. Pange
11. Raville
12. Retonfey
13. Sanry-sur-Nied
14. Servigny-lès-Raville
15. Silly-sur-Nied
16. Sorbey
17. Villers-Stoncourt